# Verbum supernum prodiens
 (mars 2025).
La mise en forme du texte ne suit pas les recommandations de Wikipédia : il faut le « wikifier ».
Les points d'amélioration suivants sont les cas les plus fréquents. Le détail des points à revoir est peut-être précisé sur la page de discussion.
- Les titres sont pré-formatés par le logiciel. Ils ne sont ni en capitales, ni en gras.
- Le texte ne doit pas être écrit en capitales (les noms de famille non plus), ni en gras, ni en italique, ni en « petit »…
- Le gras n'est utilisé que pour surligner le titre de l'article dans l'introduction, une seule fois.
- L'italique est rarement utilisé : mots en langue étrangère, titres d'œuvres, noms de bateaux, etc.
- Les citations ne sont pas en italique mais en corps de texte normal. Elles sont entourées par des guillemets français : « et ».
- Les listes à puces sont à éviter, des paragraphes rédigés étant largement préférés. Les tableaux sont à réserver à la présentation de données structurées (résultats, etc.).
- Les appels de note de bas de page (petits chiffres en exposant, introduits par l'outil «  Source ») sont à placer entre la fin de phrase et le point final[comme ça].
- Les liens internes (vers d'autres articles de Wikipédia) sont à choisir avec parcimonie. Créez des liens vers des articles approfondissant le sujet. Les termes génériques sans rapport avec le sujet sont à éviter, ainsi que les répétitions de liens vers un même terme.
- Les liens externes sont à placer uniquement dans une section « Liens externes », à la fin de l'article. Ces liens sont à choisir avec parcimonie suivant les règles définies. Si un lien sert de source à l'article, son insertion dans le texte est à faire par les notes de bas de page.
- La présentation des références doit suivre les conventions bibliographiques. Il est recommandé d'utiliser les modèles {{Ouvrage}}, {{Chapitre}}, {{Article}}, {{Lien web}} et/ou {{Bibliographie}}. Le mode d'édition visuel peut mettre en forme automatiquement les références.
- Insérer une infobox (cadre d'informations à droite) n'est pas obligatoire pour parachever la mise en page.

Pour une aide détaillée, merci de consulter Aide:Wikification.
Si vous pensez que ces points ont été résolus, vous pouvez retirer ce bandeau et améliorer la mise en forme d'un autre article.

[source insuffisante]

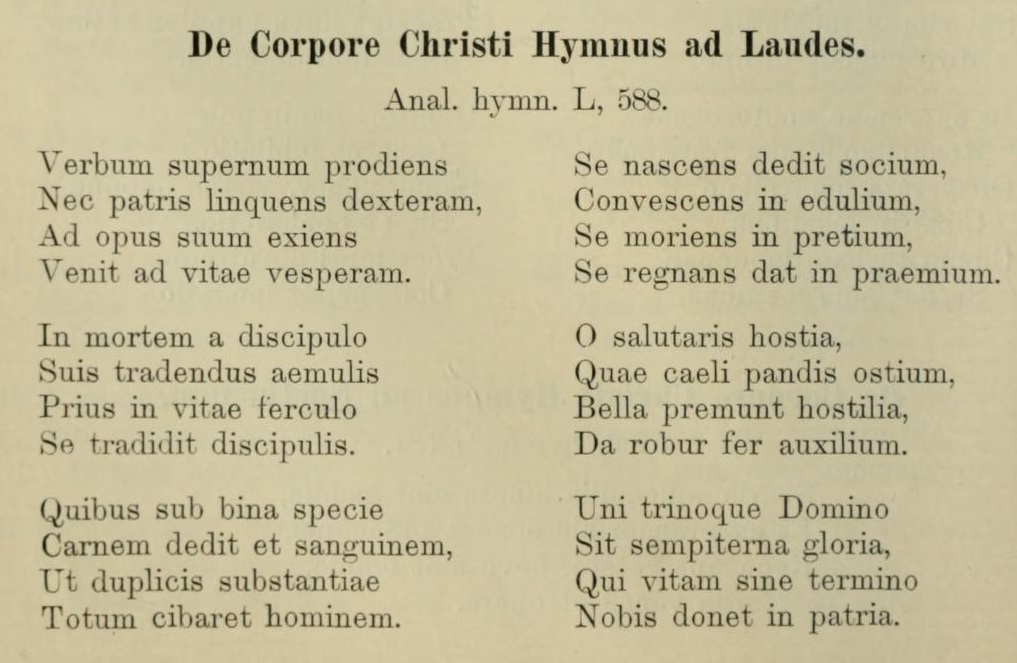
Verbum supernum prodiens

« Verbum supernum prodiens » (littéralement : La parole [descendante] d'en haut) est une hymne catholique écrite par saint Thomas d'Aquin (1225-1274). Elle a été créée pour l'Heure des Laudes de l'Office divin de la solennité Corpus Christi (solennité du corps et du sang du Seigneur / fête Dieu) .
Les deux derniers versets forment également une hymne à part entière, Ô salutaris Hostia, qui est chantée lors de l'adoration du Saint-Sacrement.

## Texte latin et traduction française[1]
| Latin | Français |
| --- | --- |
| 1. Verbum supernum prodiens Nec Patris linquens dexteram, Ad opus suum exiens, Venit ad vitae vesperam. 2. In mortem a discipulo Suis tradendus emulis, Prius in vitae ferculo Se tradidit discipulis. 3. Quibus sub bina specie Carnem dedit et sanguinem, Ut dupliciae substantiae Totum cibaret hominem. 4. Se nascens dedit socium, Convescens in edulium, Se moriens in pretium, Se regnans dat in premium. 5. O salutaris hostia, Quae caeli pandis ostium, Bella premunt hostilia, Da robur, fer auxilium. 6. Uni trinoque Domino Sit sempiterna gloria, Qui vitam sine termino Nobis donet in Patria. Amen. | 1. Le Verbe s’avançant d'en haut, Sans quitter la droite du Père, Sortant pour accomplir son œuvre, Est venu au soir de sa vie. 2. Pour la mort, par un disciple, Devant être livré aux jaloux, D'abord comme aliment de vie Il se livra lui-même aux disciples. 3. À ceux-ci, sous une double apparence, Il donna sa Chair et son Sang. Afin que, de sa double substance, Il nourrisse l'homme tout entier. 4. En naissant, il s'est donné comme compagnon, En mangeant, comme aliment, En mourant, comme prix, En régnant, il se donne comme récompense. 5. Ô salutaire Victime, Qui du Ciel ouvres la porte, Des armées hostiles nous pressent, Donne-nous force, porte-nous secours. 6. Au Seigneur un et trine Soit l’éternelle gloire, Lui qui, une vie sans fin, Nous donne dans la Patrie. Amen. |

## Partition
Verbum Supernum prodiens, partition sur le site Gregobase